# سلمى (نبات)
السَّلْمى (الاسم العلمي: Stellaria)، جنس نباتات عشبية برية حولية ومحولة ومعمرة ومُزهرة من فصيلة القرنفلية. تشمل قرابة 90 إلى 120 نوعًا، عالمية الانتشار. من أسمائه الشائعة عشبة النجمة والنجمية وعشبة الغرزة وعشب الصوص.